# Moura da Serra
Moura da Serra é uma povoação portuguesa do Município de Arganil que foi sede da extinta Freguesia de Moura da Serra, freguesia que tinha 12,92 km² de área e 115 habitantes (2011), e, por isso, uma densidade populacional de 8,9 hab/km².
A Freguesia de Moura da Serra foi extinta em 2013, no âmbito de uma reforma administrativa nacional, tendo sido agregada à Freguesia de Cerdeira, para formar uma nova freguesia denominada União das Freguesias de Cerdeira e Moura da Serra com sede em Cerdeira.

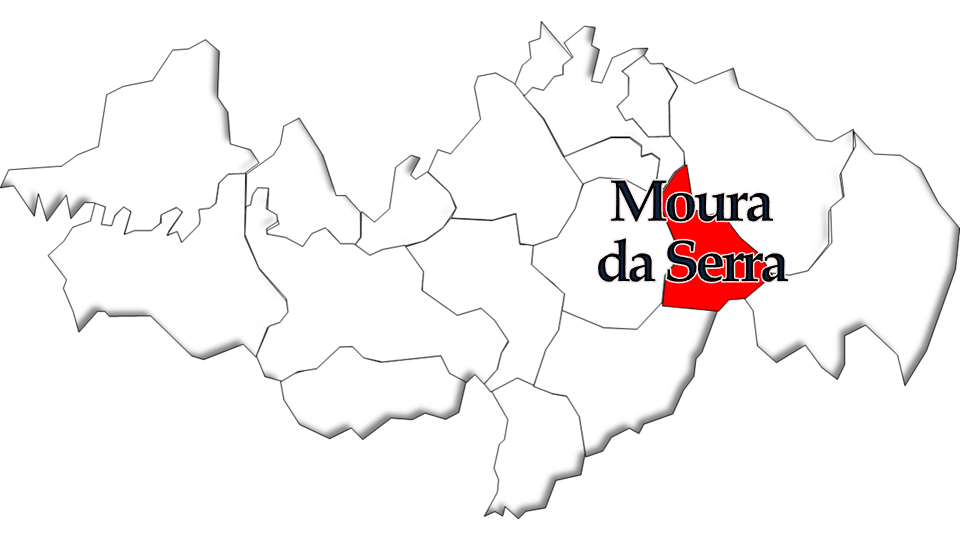
Localização no Município de Arganil

## População
| População da freguesia de Moura da Serra | População da freguesia de Moura da Serra | População da freguesia de Moura da Serra | População da freguesia de Moura da Serra | População da freguesia de Moura da Serra | População da freguesia de Moura da Serra | População da freguesia de Moura da Serra | População da freguesia de Moura da Serra | População da freguesia de Moura da Serra | População da freguesia de Moura da Serra | População da freguesia de Moura da Serra | População da freguesia de Moura da Serra | População da freguesia de Moura da Serra | População da freguesia de Moura da Serra | População da freguesia de Moura da Serra |
| ---------------------------------------- | ---------------------------------------- | ---------------------------------------- | ---------------------------------------- | ---------------------------------------- | ---------------------------------------- | ---------------------------------------- | ---------------------------------------- | ---------------------------------------- | ---------------------------------------- | ---------------------------------------- | ---------------------------------------- | ---------------------------------------- | ---------------------------------------- | ---------------------------------------- |
| 1864                                     | 1878                                     | 1890                                     | 1900                                     | 1911                                     | 1920                                     | 1930                                     | 1940                                     | 1950                                     | 1960                                     | 1970                                     | 1981                                     | 1991                                     | 2001                                     | 2011                                     |
|                                          |                                          |                                          |                                          |                                          |                                          |                                          |                                          |                                          |                                          | 450                                      | 364                                      | 240                                      | 168                                      | 115                                      |

Criada pelo decreto lei nº 44.453, de 6 de julho de 1962, com lugares desanexados da freguesia de Avô, no concelho de Oliveira do Hospital.
| Distribuição da População por Grupos Etários em 2001 e 2011 | Distribuição da População por Grupos Etários em 2001 e 2011 | Distribuição da População por Grupos Etários em 2001 e 2011 | Distribuição da População por Grupos Etários em 2001 e 2011 | Distribuição da População por Grupos Etários em 2001 e 2011 | Distribuição da População por Grupos Etários em 2001 e 2011 | Distribuição da População por Grupos Etários em 2001 e 2011 | Distribuição da População por Grupos Etários em 2001 e 2011 | Distribuição da População por Grupos Etários em 2001 e 2011 | Distribuição da População por Grupos Etários em 2001 e 2011 |
| ----------------------------------------------------------- | ----------------------------------------------------------- | ----------------------------------------------------------- | ----------------------------------------------------------- | ----------------------------------------------------------- | ----------------------------------------------------------- | ----------------------------------------------------------- | ----------------------------------------------------------- | ----------------------------------------------------------- | ----------------------------------------------------------- |
| Idade                                                       | 0-14                                                        | 15-24                                                       | 25-64                                                       | > 65                                                        |                                                             | 0-14                                                        | 15-24                                                       | 25-64                                                       | > 65                                                        |
| 2001                                                        | 9                                                           | 11                                                          | 69                                                          | 79                                                          |                                                             | 5,4%                                                        | 6,5%                                                        | 41,1%                                                       | 47,0%                                                       |
| 2011                                                        | 4                                                           | 3                                                           | 46                                                          | 62                                                          |                                                             | 3,5%                                                        | 2,6%                                                        | 40,0%                                                       | 53,9%                                                       |

## Património
- Igreja do Divino Espírito Santo (matriz) e de Santa Filomena
- Parque eólico de Açor